# Theodor Holm
Theodor Holm ( 1880 - 1943 ) fue un botánico estadounidense. Realizó importante cantidad de identificaciones y clasificaciones de nuevas especies, publicando habitualmente los nuevos hallazgos en: Ottawa Naturalist, Repert. Spec. Nov. Regni Veg., Amer. J. Sci., Bot. Jahrb. Syst., Syst. Bot. Monogr., Contr. U.S. Natl. Herb., Ann. Bot. Soc. Zool.-Bot. Fenn.

## Honores

### Epónimos
- (Asteraceae) Antennaria holmii Greene[1]
- (Asteraceae) Ligularia holmii (Greene) W.A.Weber[2]
- (Asteraceae) Senecio holmii Greene[3]
- (Poaceae) Calamagrostis holmii Lange[4]
- (Poaceae) Panicularia holmii Beal[5]
- (Ranunculaceae) Ranunculus holmii Greene[6]
- (Rosaceae) Rosa holmii (Matsson) Matsson[7]

- La abreviatura «T.Holm» se emplea para indicar a Theodor Holm como autoridad en la descripción y clasificación científica de los vegetales.[8]